# Ломонос прямой
Ломоно́с прямо́й, или клематис прямой (лат. Clēmatis rēcta) — вид цветковых растений рода Ломонос (Clematis) семейства Лютиковые (Ranunculaceae).

## Этимология
Русское название рода «ломонос» произошло от способности волосков плодов-семянок ломоноса восточного (Clematis orientalis) попадать в нос человека и вызывать неприятные ощущения. По другим источникам название рода связвно с неприятным запахом некоторых видов. 
Латинское научное название рода Clématis происходит от др.-греч. κληματίς, clēmatís — «вьющееся растение», что в свою очередь образовано от  др.-греч. κλήμα, klḗma — «веточка, росток, усик». В садоводстве (и в русском языке) закрепилась неверная форма ударения в научном названии рода — клема́тис.
Видовой эпитет лат. recta означает «прямой». Русский эпитет является калькой с латыни.

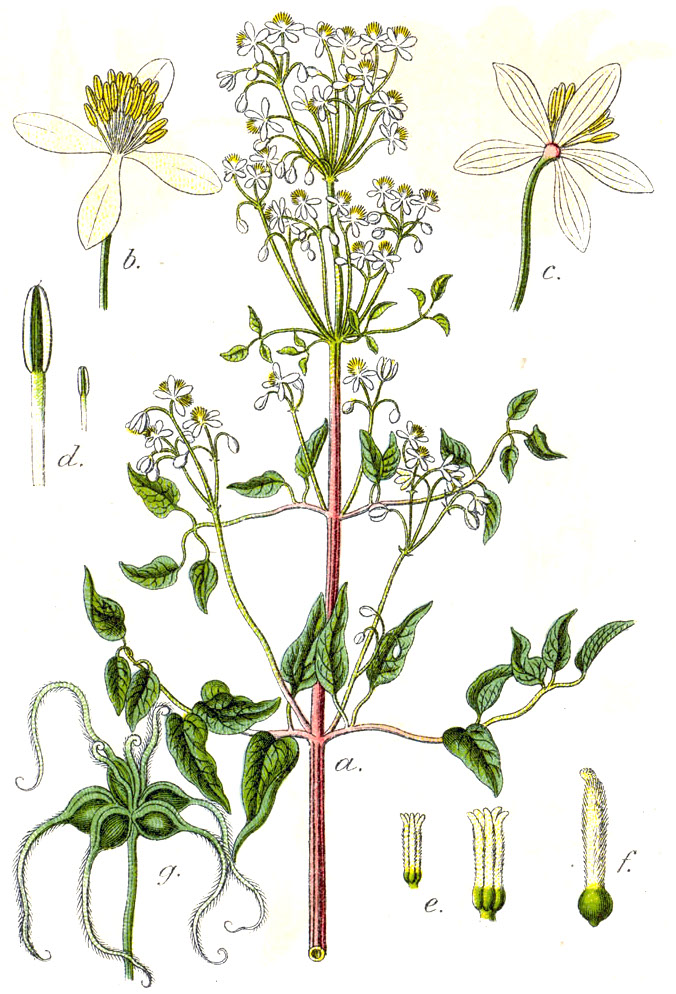

## Ботаническое описание
Стебель прямой, травянистый, тонкобороздчатый, в верхней части коротко опушённый, более густо в узлах.
Листья голубовато-зеленые, перистые, с бороздчатыми голыми или слабо опушёнными черешками; листочки в числе 2—4 пар, более менее отставленные, коротко-черешковые, яйцевидные, крупные, длиной до 9 см, на вершине заострённые, при основании клиновидно суженные или слегка сердцевидные, по краю обычно цельные, снизу с выступающими жилками, сверху голые, более тёмные.
Цветки многочисленные в сложно щитковидном соцветии. Чашелистики в числе 4, молочно-белые, мелкие, длиной 8—15 мм, узко-яйцевидные или продолговато обратно-клиновидные, снизу с узкой коротко-пушистой каймой, сверху голые. Пыльники голые.
Плодики почти голые, сжатые, с недлинным и перисто-опушенным столбиком.

## Распространение и экология
В природе ареал вида охватывает материковую часть Европы и Кавказ. Натурализовалось повсеместно.
Произрастает в кустарниках, лесах, в речных долинах.

## Значение и применение
Медоносное растение. Активно посещается пчёлами для сбора нектара и пыльцы. Продуктивность мёда при сплошном произрастании 30—42 кг/га.

## Таксономия
Вид Ломонос прямой входит в род Ломонос (Clematis) трибы Anemoneae подсемейства Лютиковые (Ranunculoideae) семейства Лютиковые (Ranunculaceae) порядка Лютикоцветные (Ranunculales).
|  |                       |  |                                          |                                          |                        |  | ещё 4 подсемейства (согласно Системе APG II) | ещё 4 подсемейства (согласно Системе APG II) |                                      |  |  |  | ещё 6 родов       | ещё 6 родов        |  |  |
|  |                       |  |                                          |                                          |                        |  | ещё 4 подсемейства (согласно Системе APG II) | ещё 4 подсемейства (согласно Системе APG II) |                                      |  |  |  | ещё 6 родов       | ещё 6 родов        |  |  |
|  |                       |  |                                          | семейство Лютиковые                      |                        |  |                                              |                                              | триба Anemoneae                      |  |  |  |                   | вид Ломонос прямой |  |  |
|  |                       |  |                                          | семейство Лютиковые                      |                        |  |                                              |                                              | триба Anemoneae                      |  |  |  |                   | вид Ломонос прямой |  |  |
|  | порядок Лютикоцветные |  |                                          |                                          | подсемейство Лютиковые |  |                                              |                                              | род Ломонос                          |  |  |  |                   |                    |  |  |
|  | порядок Лютикоцветные |  |                                          |                                          |                        |  |                                              |                                              |                                      |  |  |  |                   |                    |  |  |
|  |                       |  | ещё 9 семейств (согласно Системе APG II) | ещё 9 семейств (согласно Системе APG II) |                        |  |                                              | ещё 8 триб (согласно Системе APG II)         | ещё 8 триб (согласно Системе APG II) |  |  |  | ещё 230—250 видов |                    |  |  |
|  |                       |  |                                          | ещё 9 семейств (согласно Системе APG II) |                        |  |                                              |                                              | ещё 8 триб (согласно Системе APG II) |  |  |  |                   |                    |  |  |

### Синонимика
По данным The Plant List на 2013 год, в синонимику вида входят:
- Anemone recta (L.) K.Krause
- Clematis bracteosa Banks ex Steud.
- Clematis corymbosa Poir.
- Clematis erecta L.
- Clematis hispanica Mill.
- Clematis lathyrifolia Besser ex Rchb.
- Clematis lathyrifolia Bess. ex Reichenb.
- Clematis tenuiflora DC.
- Clematis umbraticola Schur
- Clematitis erecta (L.) Steud.